# Groot avondrood
De groot avondrood (Deilephila elpenor) is een nachtvlinder uit de familie van de pijlstaarten (Sphingidae).

## Kenmerken
De groot avondrood is een grote vlinder met een spanwijdte van 45 tot 60 mm. De voorvleugels van deze pijlstaart hebben roze en olijfgroene vlekken en strepen. De ondervleugels zijn roze met een zwarte basis. Ook de thorax, de kop en de staart hebben olijfgroene en roze strepen. Op het olijfgroene borststuk bevindt zich een tamelijk scherp afgetekend rozerood lijnenpatroon dat zich voortzet in een lengtestreep over het achterlijf. Er is geen verschil tussen het mannetje en het vrouwtje en er is weinig variatie in kleur en tekening.

## Verspreiding
Deze vlindersoort komt voor in heel Europa en grote delen van Azië. In Nederland komt de soort verspreid door het hele land voor. De vliegtijd is van mei tot en met augustus in één soms twee generaties. De vlinders vliegen vanaf schemering en foerageren al vliegend op kamperfoelie en op andere planten met buisvormige bloemen.

## Leefgebied
De vlindersoort komt voor in ruige graslanden (vaak met verstoorde of verbrande grond die gekoloniseerd is door het wilgenroosje), struwelen, slootkanten, tuinen, brede bospaden, open plekken in het bos, heiden en duinen.

## Rups en waardplanten
De tot acht centimeter lange bruine rups wordt olifantsrups genoemd en trekt bij verstoring zijn kop iets in en beweegt dan zijn 'nek' heen en weer. Door de oogachtige niervormige vlekken en spits toelopende 'kop' (eigenlijk de voorzijde van het lichaam) lijkt hij nu op een slang, waar hij zelfs tuinierende mensen mee aan het schrikken maakt. De rups foerageert ´s nachts maar komt op mooie dagen soms ook in de namiddag tevoorschijn om op een stengel te rusten en valt dan goed op. Rupsen die op zoek zijn naar een plaats om zich te verpoppen, vallen op door hun grootte en door de opvallende oogvlekken. De rups is op de waardplanten te vinden van juni tot oktober. Een belangrijke waardplant is het wilgenroosje, maar ook diverse soorten walstro (Galium), springzaad, wijnstok, waterdrieblad, kattenstaartfamilie en teunisbloem worden gegeten. In de siertuin is de rups vooral te vinden op fuchsia. De pop overwintert in een losse oranjebruine cocon in de strooisellaag.

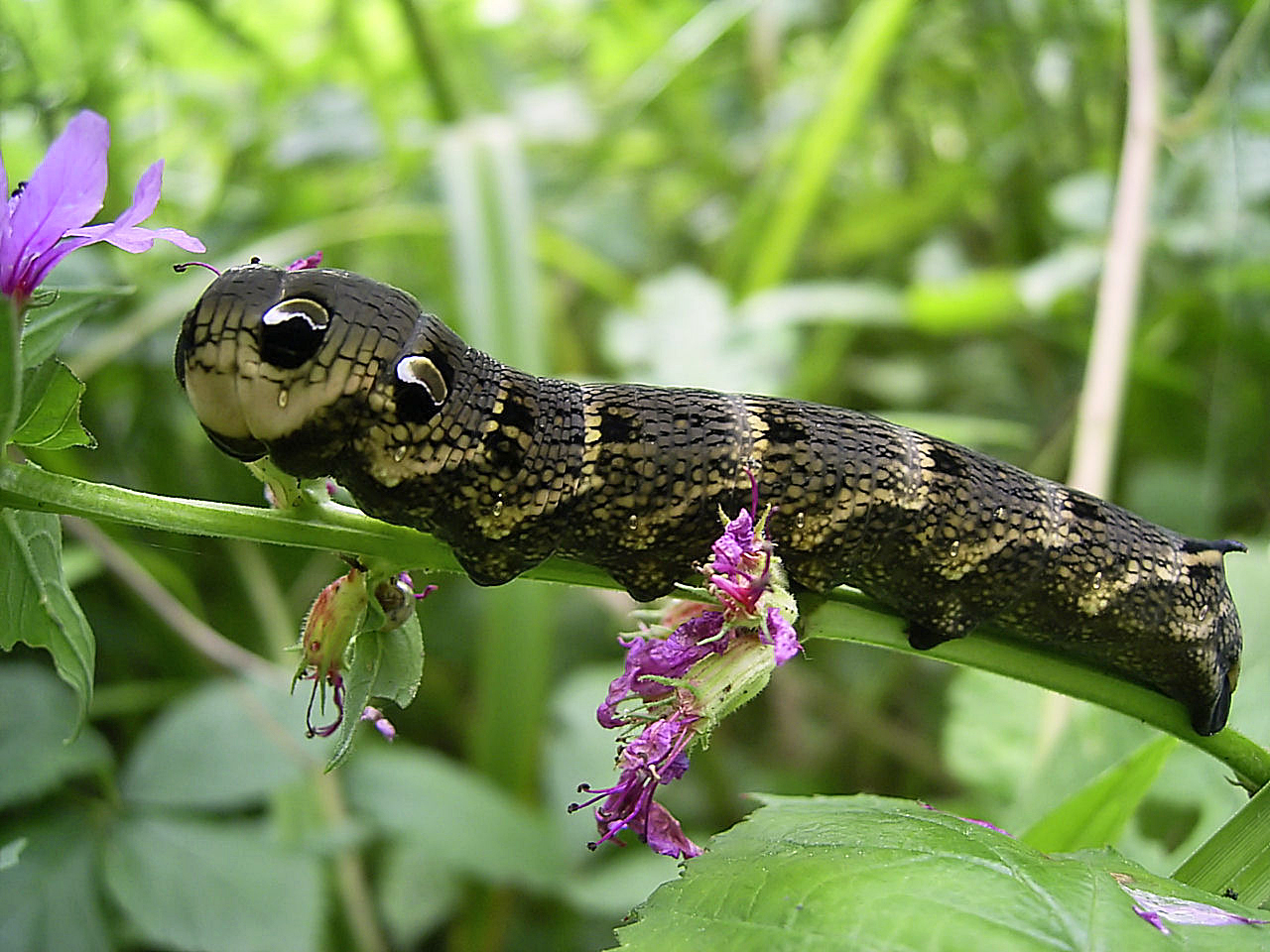
Rups met de 'slangenkop'
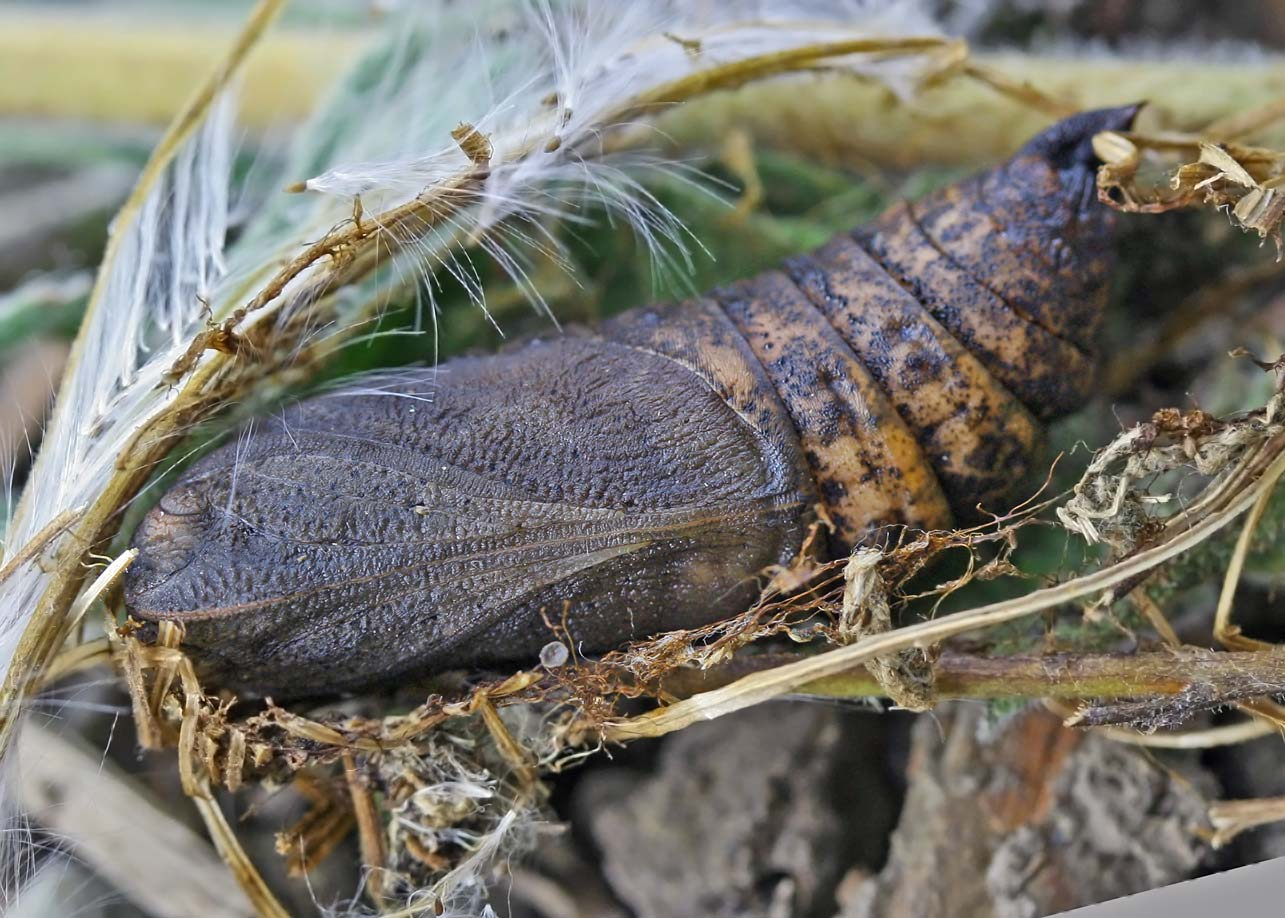
Pop
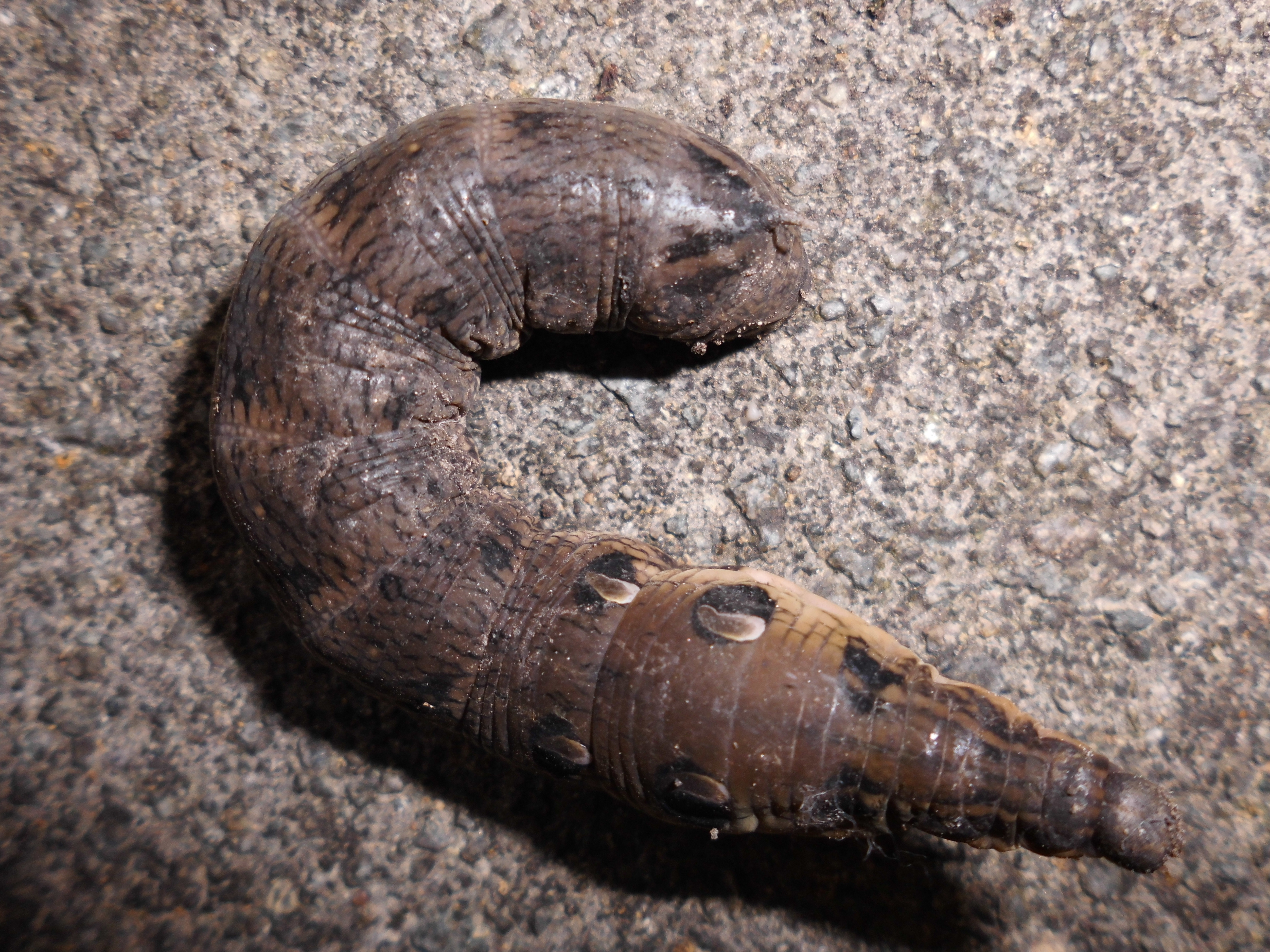
Rups die gelijkt op een olifant(snuit)